# Harnack-Haus
Das Harnack-Haus, benannt nach Adolf von Harnack, ist ein Gebäude in Berlin-Dahlem, das heute als Tagungsstätte der Max-Planck-Gesellschaft genutzt wird.

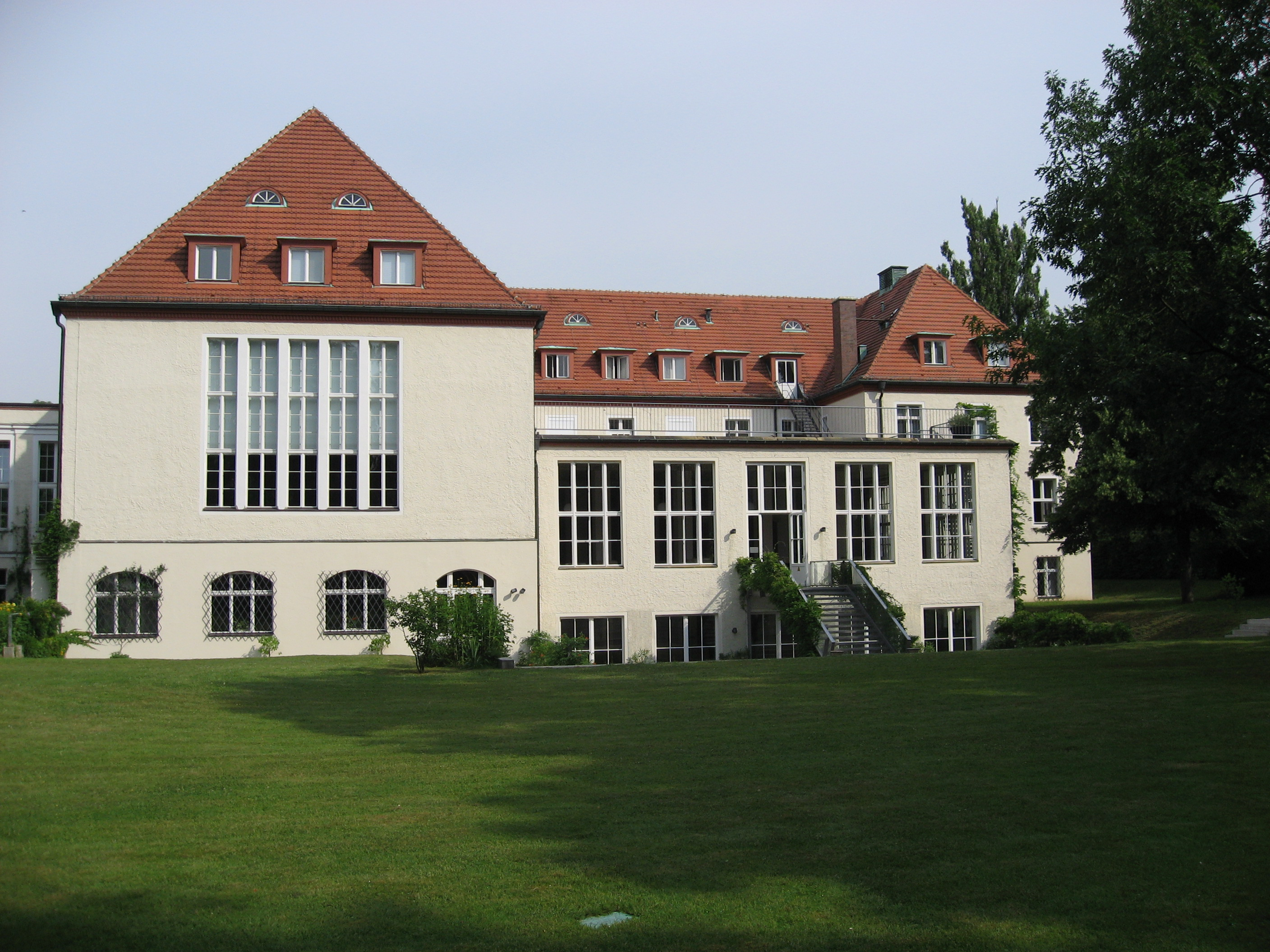
Das Harnack-Haus von der Gartenseite im Jahr 2007

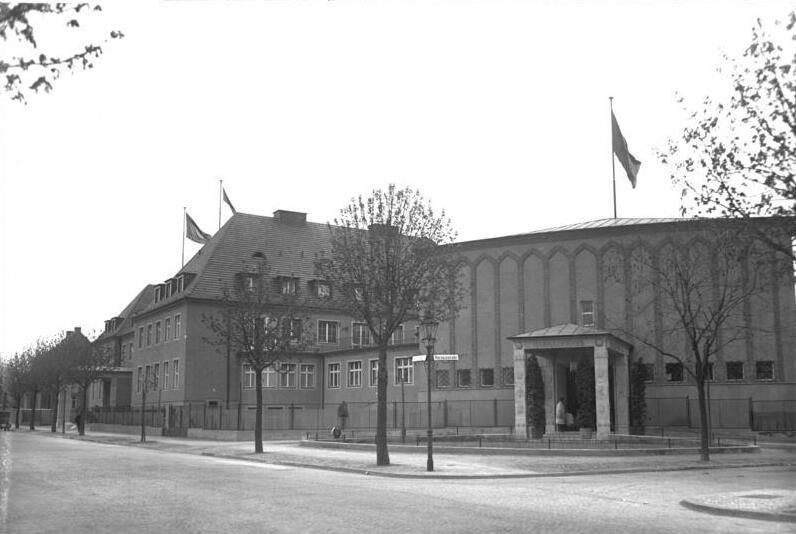
Das Harnack-Haus im Jahr 1929

## Geschichte

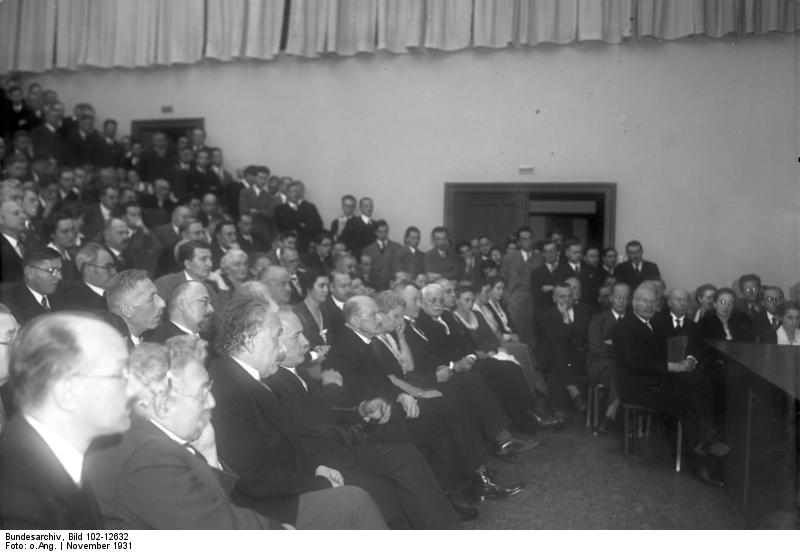
Vortrag im Harnack-Haus im November 1931. In der ersten Reihe Albert Einstein und Max Planck

Im Jahr 1926 beschloss der Senat der Kaiser-Wilhelm-Gesellschaft die Gründung des Harnack-Hauses als Vortrags- und Begegnungszentrum, zugleich auch als Gästehaus für die in Berlin-Dahlem ansässigen sieben Institute. Der Freistaat Preußen stellte das Grundstück zur Verfügung, das Deutsche Reich Finanzmittel in Höhe von 1,5 Millionen Reichsmark. Nachdem diese Summe bei weitem nicht ausreichte, wurden weitere Mittel in etwa gleicher Höhe durch Spenden eingeworben. Eine große Einzelspende kam vom Industriellen Carl Duisberg, aber auch viele andere Institutionen bis hin zu Gewerkschaften beteiligten sich an der Finanzierung. Große Unterstützung erfuhr das Projekt durch Reichsaußenminister Gustav Stresemann, der auch einer der Hauptredner bei der Einweihung des Hauses im Mai 1929 war. Als Architekt fungierte Carl Sattler aus München, der den 21.350 Kubikmeter umfassenden Gebäudekomplex im Heimatschutzstil errichtete. Im Laufe der Zeit wurden auch Tennisplätze und ein Freibad angelegt.
In den folgenden Jahren entwickelte sich das Haus über die wissenschaftlichen Kernaufgaben hinaus zu einem kulturellen Zentrum mit internationaler Ausstrahlung. Diese Entwicklung wurde ab 1933 mit der Machtergreifung durch die Nationalsozialisten zurückgeworfen, nicht zuletzt durch die Vertreibung vieler jüdischer Wissenschaftler aus Deutschland. Trotzdem waren bis zum Ende des Zweiten Weltkrieges 35 Nobelpreisträger Gäste des Harnack-Hauses und hielten dort viele wichtige Vorträge. Auch Lise Meitner war bis zu ihrer Flucht im Juli 1938 regelmäßig anwesend. Auf ihre Initiative ging die Einrichtung eines Gymnastikraums für Gäste des Hauses zurück. Zu ihrer Ehrung wurden nach dem Krieg zwei Vortragsräume nach ihr benannt.
Entgegen einem Verbot durch die Reichsregierung wurde am 29. Januar 1935 von Max Planck eine Trauerfeier für den genau ein Jahr zuvor verstorbenen Fritz Haber im Harnack-Haus abgehalten, Hauptredner war Otto Hahn, da Karl Friedrich Bonhoeffer seine Gedenkrede nicht halten durfte.
Am 4. Februar 1935 wurde im Harnack-Haus in Anwesenheit von Adolf Hitler und Joseph Goebbels das Reichsfilmarchiv eröffnet.
Am 4. Juni 1942 informierten Werner Heisenberg und andere deutsche Physiker hier Rüstungsminister Albert Speer über die Möglichkeit einer deutschen Atombombe; später sprach Speer mit Hitler über diese Unterredung.
1943 wurden im Garten des Harnack-Hauses Bunker und Spilttergräben angelegt. Glücklicherweise wurde das Haus während des gesamten Krieges nur wenig beschädigt.
Am 12. Juli 1944, kurz vor dem Attentat auf Hitler, findet auf Einladung durch Werner Heisenberg die letzte offizielle Sitzung der Mittwochsgesellschaft im Harnack-Haus statt. Mehrere Mitglieder der Gesellschaft werden nach dem missglückten Attentat verhaftet und hingerichtet.
Nach dem Krieg war das Haus zunächst von den Sowjets besetzt, wurde dann aber von der amerikanischen Besatzungsmacht zu einem Offiziersklub Harnack House umgewidmet. Zu den Gästen zählten unter anderem Harry S. Truman und Dwight D. Eisenhower. Es fanden auch erhebliche Umbauten statt.
Am 11. April 1972 wurde der im Harnack-Haus untergebrachte Offiziersclub Schauplatz eines missglückten Terroranschlags. Mitglieder der Bewegung 2. Juni, unter ihnen auch Brigitte Mohnhaupt, platzierten gegen Mitternacht einen 10-Liter-Benzinkanister an einem Kellerfenster. Obgleich der Zündmechanismus des Sprengsatzes auf den Zeitraum zwischen 3 und 4 Uhr Nachts eingestellt wurde, detonierte die Bombe nicht. Ein Mitglied der terroristischen Vereinigung, Harald Sommerfeld, alarmierte daraufhin die Polizei, um zu verhindern, dass erneut unbeteiligte Zivilisten sterben würden.
Nach dem Abzug der Alliierten aus West-Berlin im Jahr 1994 wurde das Haus der Max-Planck-Gesellschaft übergeben. Es erfolgte eine umfassende Renovierung des unter Denkmalschutz stehenden Gebäudes. Seitdem erfüllt es wieder seine ursprüngliche Funktion als internationale wissenschaftliche Tagungs- und Begegnungsstätte. Eine Dauerausstellung erinnert an die vielen Persönlichkeiten, die das Harnack-Haus seit seiner Gründung besucht haben. Eine Porträtwand im Wintergarten zeigt 156 Biographien.